# Краљевски фудбалски савез Холандије
Краљевски фудбалски савез Холандије (хол. Koninklijke Nederlandse Voetbalbond (KNVB)) је главна фудбалска организација Холандије са седиштем у Заисту.
Савез је основан 8. децембра 1889. године и био је један од оснивача ФИФЕ 1904.
Организује холандске лиге Ередивизија и Ерсте дивизја, Куп Холандије, фудбалску и футсал репрезентацију Холандије.